# Spoorlijn Ängelsberg - Norberg
De spoorlijn Ängelsberg - Norberg (Zweeds: Norbergsbanan) is een spoorlijn in het westen van Zweden in de provincie Västmanlands län. De lijn verbindt de plaatsen Ängelsberg en Norberg met elkaar.
De spoorlijn is ongeveer 18 kilometer lang.